# Lysiteles mandali
Lysiteles mandali es una especie de araña cangrejo del género Lysiteles, familia Thomisidae, orden Araneae.

## Distribución
Esta especie se encuentra en Asia: India y China.

## Taxonomía
Fue descrita científicamente por Tikader en 1966.
Tratamiento taxonómico
La especie aparece registrada y publicada en Studies on some crab-spider (family: Thomisidae) from Khasi and Jaintia hills, Assam, India. Proceedings of the Indian Academy of Science 64(B): 53–61.